# Сотріно
Со́тріно (рос. Сотрино) — селище у складі Сєровського міського округу Свердловської області.
Населення — 80 осіб (2010, 92 у 2002).
Національний склад населення станом на 2002 рік: росіяни — 97 %.